# Ceperów
Ceperów – wieś na Ukrainie w rejonie lwowskim (do 2020 roku w rejonie kamioneckim) należącym do obwodu lwowskiego.
Wieś położona była w ziemi lwowskiej, należała do Radziwiłłów. 
W II Rzeczypospolitej wieś w powiecie lwowskim województwa lwowskiego. W 1944 nacjonaliści ukraińscy z OUN-UPA zamordowali tutaj 14 Polaków.